# Henri Nallet
Henri Nallet (ur. 6 stycznia 1939 w Bergerac, zm. 29 maja 2024) – francuski polityk, poseł do Zgromadzenia Narodowego, minister rolnictwa (1985–1986), minister rolnictwa i leśnictwa (1988–1990), minister sprawiedliwości (1990–1992).

## Życiorys
Absolwent nauk politycznych i prawa publicznego, studiował w Institut d'études politiques de Bordeaux i na Uniwersytecie Paryskim. Pracował w instytucie zajmującym się kształceniem rolników, a od 1970 w Narodowym Instytucie Badań Rolniczych (INRA). W drugiej połowie lat 60. działał we francuskiej konfederacji lokalnych i regionalnych związków rolniczych (FNSEA). W latach 70. i na początku lat 80. był także wykładowcą akademickim.
Członek Partii Socjalistycznej. Od 1981 był doradcą prezydenta François Mitterranda do spraw rolnictwa. Od kwietnia 1985 do marca 1986 pełnił funkcję ministra rolnictwa w rządzie Laurenta Fabiusa. Od maja 1988 do października 1990 kierował resortem rolnictwa i leśnictwa u Michela Rocarda. Przeszedł następnie na stanowisko ministra sprawiedliwości, które zajmował również w gabinecie Édith Cresson do kwietnia 1992. W 1986 i 1988 uzyskiwał mandat deputowanego do Zgromadzenia Narodowego VIII i IX kadencji. Zasiadał także w niższej izbie francuskiego parlamentu XI kadencji w latach 1997–1999, reprezentując, podobnie jak w poprzednim okresie, departament Yonne. Był również członkiem rady tego departamentu, a w latach 1989–1998 merem miejscowości Tonnerre. Od 1992 zajmował wyższe stanowisko urzędnicze w Radzie Stanu.
Pod koniec lat 90. przeszedł do biznesu. Do 2008 zajmował dyrektorskie stanowisko w koncernie farmaceutycznym Servier, później był konsultantem tego przedsiębiorstwa. Został też prezesem fundacji Fondation Jean-Jaurès.
Odznaczony Legią Honorową klasy IV (2001) i III (2015).